# Artocarpus lacucha

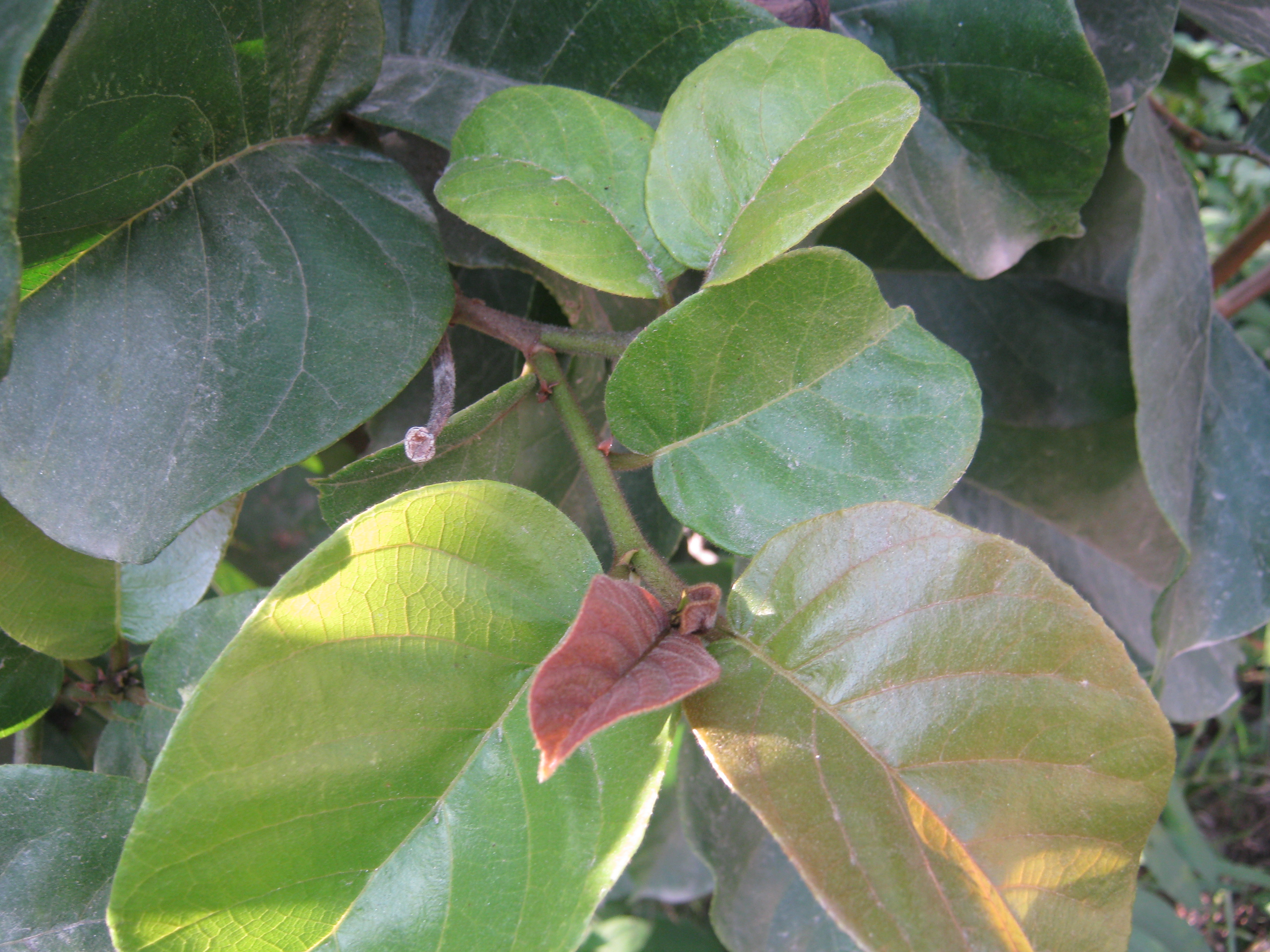
Una branca dArtocarpus lacucha ein Panchkhal VDC, Nepal

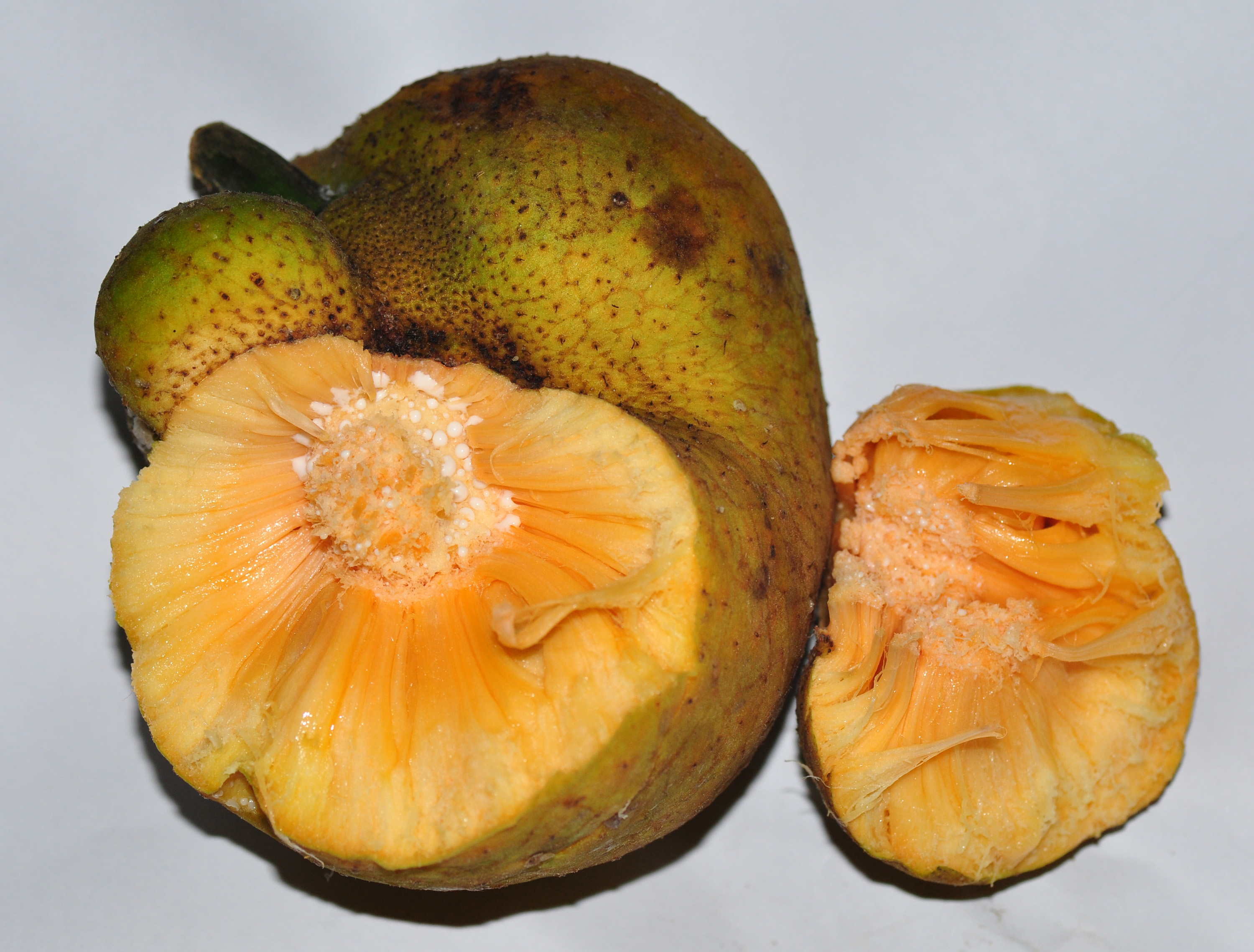
Fruit

Artocarpus lacucha, és una espècie tropical d'arbres de fulla perenne de la família Moraceae. Es distribueix per tot el subcontinent indi i el sud-est d'Àsia. L'arbre és valorat per la seva fusta; el seu fruit és comestible i se li atorga valor medicinal.

## Propietats
L'estilbenoide oxiresveratrol pot ser aïllat del duramen d'A. lakoocha, així com del 'Puag Haad', la pols de color marró clar obtinguda a partir de l'extracte aquós dels encenalls de fusta d'A. lakoocha Roxb por ebullició, a continuació, amb l'evaporació lenta, seguit d'un refredament. Aquest medicament tradicional és efectiu contra la palaia intestinal Haplorchis taichui o contra la teniasi.
Aquest arbre es menciona a l'Arthashastra.

## Taxonomia
Artocarpus lacucha va ser descrit per Francis Buchanan-Hamilton i publicat a Prodromus Florae Nepalensis 333. 1825.